# Мачак у Чизмама: Последња жеља
Мачак у Чизмама: Последња жеља (енгл. Puss in Boots: The Last Wish) америчка је рачунарско-анимирана филмска комедија из 2022. године, коју је произвео DreamWorks Animation. Режију потписује Џоел Крофорд, а сценарио Пол Фишер, по бајци Мачак у Чизмама Ђованија Франческа Страпароле. Наставак је филма Мачак у Чизмама (2011) и спиноф франшизе Шрек. Гласове позајмљују: Антонио Бандерас, Салма Хајек, Оливија Колман, Харви Гилен, Самсон Кајо и Вагнер Моура.
У филму, Мачак у Чизмама креће на путовање да пронађе митску Звезду жеља и обнови осам живота које је изгубио, док бежи од нових непријатеља који желе да га улове.
Премијерно је приказан 26. новембра 2022. године у одабраним биоскопима, док је 21. децембра пуштен у регуларно приказивање у САД, односно 8. децембра у Србији. Добио је позитивне рецензије критичара и остварио финансијски успех, зарадивши преко 485 милиона долара широм света у односу на буџет од 90 милиона долара, поставши десети филм с највећом зарадом 2022. године. Био је номинован за Оскара, награду Златни глобус, Филмску награду по избору критичара и награду БАФТА.

## Радња
Мачак у Чизмама, легендарни херој и одметник, организује забаву у шпанском граду Дел Мар, том приликом будећи дива. Успева да га савлада, али га током прославе згњечи звоно. Мачак се буди у болници, где га градски лекар обавештава да је изгубио осам од својих девет живота и предлаже му да се пензионише. Испрва одбија, али, након што је те ноћи у локалном пабу изгубио двобој са Вуком са црном капуљачом, Мачак бежи у кућу Мама Луне, старије неговатељице мачака, да живи као припитомљени љубимац, чиме окончава свој статус хероја. Нешто касније, Мачак упознаје оптимистичну чиваву прерушену у мачку, коју он назива Перито. Златокоса и њена криминална породица „Три медведа” ускоро стижу у Лунин дом, желећи да унајме Мачка да им помогне да украду мапу на којој се налази локација Звезде жеља, али не успевају да га препознају и одлазе након што нађу његов „гроб”. Мачак одлучује да искористи Звезду жеља да обнови своје изгубљене животе.
У пратњи Перита, Мачак путује у фабричку јазбину корумпираног продавца пецива и колекционара магичних артефаката „Великог” Џека Хорнера, који намерава да искористи Звезду жеља да контролише сву магију света. Мачак проналази мапу, али га прекида његова огорчена бивша вереница Кити Мекошапић. Златокоса, Медведи и Хорнер стижу на лице места; Мачак и Кити беже са мапом и Перитом, али Мачак, ужаснут, види Вука иза њих у даљини. Мапа води трио у Мрачну шуму, џепну димензију која мења свој изглед у зависности од тога ко држи мапу. Током још једног сукоба са Хорнером, његовим пратиоцима, Златокосом и Медведима, Мачак поново види Вука у даљини и бежи, дозвољавајући Златокоси да отме мапу од Кити. Након што Перито умири Мачков напад панике који је уследио, Мачак признаје своје страхове и кајање због тога што је напустио Кити непосредно пре њиховог венчања. Кити их чује и открива да ни она није дошла на венчање, верујући да је Мачак превише волео себе да би волео њу.
Мачак и Кити узимају мапу, док Златокоси и Медведима пажњу одвлачи манифестацијом њихове шумске колибе. Како се димензија мења, Мачак се случајно ухвати у замку у Пећини изгубљених душа, где се сусреће са својих арогантних претходних осам живота, и Вуком, који се открива као Смрт. Увређен Мачковом небригом о његовим додатним животима, Смрт намерава да прерано одузме Мачков последњи живот. Ужаснут, Мачак сам истрчава из пећине према Звезди жеља, остављајући Кити и Перита за собом. У међувремену, Златокоса открива Медведима да је њена жеља да се поново нађе са својом биолошком породицом; иако поражени, Медведи пристају да јој помогну. Мачак долази на Звезду и почиње да жели своју жељу, али Кити му се супротставља и грди га због себичности и признаје да је њена жеља била да пронађе некога коме би могла да верује. Стижу Златокоса, Медведи и Хорнер и долази до борбе за мапу; Златокоса накратко добија мапу, али је оставља да би спасила Малог Медведа, док Кити заробљава Хорнера у његовој магичној торби без дна.
Смрт стиже на Звезду, говорећи да је уживао у „јурњави” и изазива Мачка на двобој. Пошто је научио вредност живота из времена које је провео са својим пријатељима, Мачак се одриче жеље за још живота и прихвата, привремено разоружавајући Вука. Мачак изјављује да зна да никада не може победити Смрт, али никада неће престати да се бори за свој последњи живот. Видевши да је Мачак изгубио ароганцију, Смрт га нерадо поштеди; Мачак и Смрт признају да ће се једног дана поново срести, а Смрт нестаје. Хорнер једе магични колач, постајући џин и бежи из торбе. Перито му одвлачи пажњу довољно дуго да Мачак, Кити и Златокоса униште мапу, узрокујући да се Звезда сруши и прогута Хорнера. Након тога, Златокоса говори Медведима да су они њена права породица и они крећу да преузму Хорнерову пекару. Мачак оживљава своју романсу са Кити; касније, њих двоје и Перито краду брод, отпловљавајући у Далеко краљевство.

## Улоге
| Улога           | Изворни глас     | Српски глас         |
| --------------- | ---------------- | ------------------- |
| Мачак у Чизмама | Антонио Бандерас | Александар Глигорић |
| Кити Мекошапић  | Салма Хајек      | Душица Новаковић    |